# Annika Bruna
Annika Bruna (geboren am 26. November 1956 in Versailles) ist eine französische Politikerin (RN). Lange Zeit als Kommunalpolitikerin im Regionalrat der Île-de-France, gewann sie bei der Europawahl 2019 ein Mandat und ist seitdem Mitglied des Europäischen Parlaments als Teil der ID-Fraktion.

## Leben
Bruna wurde 1956 in Versailles geboren, wo sie auch aufwuchs. Sie besuchte von 1967 bis 1971 das Lycée Jean Philippe Rameau ihrer Heimatstadt, von 1971 bis 1974 das Lycée Marie Curie.
Bruna ist seit vielen Jahren Mitglied des Front National (seit 2018 Rassemeblement National, RN), bereits ihr Vater, Pierra Bruna, war dessen Mitglied. Sie war eine enge Mitarbeiterin von Jean-Marie Le Pen und arbeitete als dessen parlamentarische Assistentin im Europaparlament.
Von 1998 bis 2010 war sie Mitglied des Regionalrats der Île-de-France. Sie verteidigte ihr Mandat bei den Wiederwahlen 2004, 2010 und 2015.
2019 nominierte der RN Bruna für den 18. Listenplatz für die Europawahl 2019. Bei der Wahl verlor der RN leicht an Stimmen (minus 1,5 Prozent), gewann dennoch 23 der 79 französischen Mandate, sodass Bruna direkt einzog. Sie trat gemeinsam mit ihren RN-Parteikolleginnen und -kollegen der rechtsextremen ID-Fraktion bei. Für die Fraktion ist Bruna Mitglied im Ausschuss für die Rechte der Frauen und die Gleichstellung der Geschlechter sowie im 2020 eingerichteten Untersuchungsausschuss im Zusammenhang mit dem Schutz von Tieren beim Transport. Des Weiteren ist sie stellvertretendes Mitglied im Ausschuss für Umweltfragen, öffentliche Gesundheit und Lebensmittelsicherheit.